# 薩氏非洲脂鯉
薩氏非洲脂鯉為輻鰭魚綱脂鯉目脂鯉亞目鮭脂鯉科的其中一種，為熱帶淡水魚，分布於非洲維多利亞湖、 Kyoga湖與Nabugabo湖流域，體長可達13.8公分，棲息在紙草生長的水域，以昆蟲為食，生活習性不明，可做為食用魚。

## 扩展阅读
維基物種上的相關：薩氏非洲脂鯉